# براديو (محطة مترو أنفاق مدريد)
براديّو (بالإسبانية: Pradillo)‏ هي محطة مترو أنفاق في مدريد في إسبانيا، تقع على الخط رقم 12.